# SSW Ungdom
Die Jugend im SSW (dänisch Sydslesvigsk Vælgerforenings Ungdom, kurz SSW Ungdom) ist die Jugendorganisation des Südschleswigschen Wählerverbands.

## Geschichte
Historisch gesehen hatte der SSW verschiedene informelle Jugendgruppen, welche sich jedoch zumeist auflösten, als ihre Mitglieder Südschleswig verließen, um in den größeren Städten Dänemarks oder Deutschlands zu studieren. 2009 gründete Manuel J. Thomsen die Jugend im SSW mit dem Ziel, eine feste Jugendorganisation zu schaffen. Die neue Gruppe hielt 2010 ihre erste Landesmitgliederversammlung ab, auf der die Mitglieder ihre erste Satzung verabschiedeten, ihr erstes politisches Programm annahmen und ihren ersten Vorstand (mit Lukas A. Lausen als Vorsitzendem) wählten. Unter Lausen erhöhte der Jugendverband seine Mitgliederzahl um das Fünffache, verdoppelte sein Budget und formierte eine Beziehung zur Presse. Auf der Landesmitgliederversammlung 2011 wurden die Satzung geändert, um die Gründung von Kreisverbänden zu ermöglichen, und der zweite Landesvorstand unter dem Vorsitz von Jonas Knickmeier gewählt. Auf der Landesmitgliederversammlung 2020 gründete der Landesverband die sechs Kreisverbände Flensburg, Schleswig-Flensburg, Nordfriesland, Rendsburg-Eckernförde, Kiel und Dänemark. Der Kreisverband Kiel konstituierte sich einen Monat später im Oktober 2020. Der Kreisverband Nordfriesland folgte im September 2022.

## Struktur
Die Jugend im SSW besteht aus den Kreisverbänden und dem Landesverband. Die Mitglieder rekrutiert der SSW Ungdom traditionell von den dänischsprachigen Schulen Duborg-Skolen in Flensburg und A. P. Møller-Skolen in Schleswig. Die lokalen Zweige oder Bezirke sind für die lokale Politik, die Werbung neuer Mitglieder und die Organisation von informativen und gesellschaftlichen Zusammenkünften zuständig. Der Landesverband ist für die Kommunikation und die Landespolitik zuständig. Auf beiden Ebenen treffen sich die Mitglieder einmal im Jahr zu einer Versammlung, um den alten Vorstand zu entlasten, einen neuen zu wählen und die Herausforderungen des kommenden Jahres zu diskutieren. Der Landesvorstand besteht aus dem Vorsitzenden, einem Stellvertreter und sechs Beisitzern, von denen einer gleichzeitig das Amt des Schatzmeisters ausübt.

## Beziehung zum SSW
Rechtlich gesehen ist die Jugend im SSW ein Arbeitskreis innerhalb der Mutterpartei, also keine eigenständige Organisation. Trotzdem wählt es seinen eigenen Kurs, ohne weitere Einmischung des SSW. Außerdem sind alle Mitglieder des SSW unter 30 Jahren Mitglieder des Jugendflügels und umgekehrt. Er versteht sich als politisches Sprachrohr der Jugend der friesischen und dänischen Minderheit in Südschleswig und in der Verantwortung, die Ideen und politischen Überzeugungen dieser Bevölkerungsgruppe im Handeln der politischen Vertretung der Minderheit deutlich sichtbar zu machen. Einige gewählte Funktionäre der Jugend sind von Amts wegen Mitglieder der Organe der Mutterpartei, während andere Mitglieder der Jugend im SSW selbst in diese Organe gewählt werden. Beispielsweise wählen die Mitglieder des Jugendflügels drei Delegierte für den Landesparteitag des SSW, jedoch können auch SSW-Mitgliedern unter 30 Jahre von ihren Ortsverbänden zu Delegierten gewählt werden.

## Positionen
Der SSW Ungdom beschreibt sich als nicht ideologisch. Stattdessen werden die Einstellungen anhand von drei Faktoren bestimmt: Die Mitglieder der Organisation gehören einer nationalen Minderheit an, sie haben einen Bezug zu Dänemark und Nordeuropa und gehören der jungen Generation an. Aus diesen drei Gegebenheiten werden die vier Kernprinzipien abgeleitet, anhand derer die Positionen zu einem Thema bestimmt werden:
- Aufgrund des Minderheitenstatus wird das Recht jedes Einzelnen verteidigt, seinen eigenen Weg zu wählen.
- Inspiriert von Nordeuropa plädiert der SSW Ungdom für die Einführung eines Wohlfahrtsstaates nach skandinavischem Vorbild in Schleswig-Holstein und in Deutschland.
- Aufgrund der Minderheitensituation ist der SSW Ungdom der Region Südschleswig sehr verbunden und will diese gemeinsam mit dem ehemaligen Pendant Nordschleswig entwickeln.
- Aufgrund der Zugehörigkeit zur jungen Generation und der Verbundenheit mit der Region wünscht sich der SSW Ungdom vom Staat einen aktiven Klima-, Umwelt- und Migrantenschutz.

## Mandate
Bei der Kommunalwahl in Schleswig-Holstein am 6. Mai 2018 erreichte der SSW Ungdom das erste Mal ein politisches Mandat. Ein Mitglied zog über die Liste des SSW Flensburg in die Flensburger Ratsversammlung ein.
Bei der Kommunalwahl in Schleswig-Holstein am 14. Mai 2023 erreichte der SSW Ungdom sein historisch bestes Ergebnis und gewann 13 Mandate. Der SSW Ungdom ist seither in sämtlich Kreistagen und Ratsversammlungen Südschleswigs vertreten.

## Vorsitzende
- Manuel J. Thomsen (2009–2010)
- Lukas A. Lausen (2010–2011)
- Jonas R. T. Knickmeier (2011)
- Claas-Frederik Johannsen (2011–2013)
- Max Kahrmann (2013–2014)
- Riike Johannsen (2014–2015)
- Christopher Andresen (2015–2020)
- Maylis Roßberg (2020–2022)
- Mats Rosenbaum (2022–2024)
- Lili Marie Rachenpöhler (seit 2024)